# Parafia Najświętszej Maryi Panny Częstochowskiej w Ławsku
Parafia pw. Najświętszej Maryi Panny Częstochowskiej w Ławsku – parafia rzymskokatolicka należąca do dekanatu Szczuczyn, diecezji łomżyńskiej, metropolii białostockiej. Erygowana została w 1994 roku. Jest prowadzona przez księży diecezjalnych.

## Zasięg parafii
Do parafii należą wierni z następujących miejscowości: 	Ławsk, Modzele.